# 59式130毫米加农炮
59式130毫米加农炮是中华人民共和国兵器工业部127厂生产的一款师属加农炮，该炮在仿制苏制M46加农炮基础上改进而来，主要用来杀伤敌方有生力量，摧毁敌方防御设施，也可以用来反坦克作战或压制敌方炮兵群，2012年军改之后大多59式已从解放军一线部队退役并封存或移交至海防岸防部队管理。

## 历史
1958年2月，中华人民共和国兵器工业部127厂授命解析自蘇聯取得的M-46型130毫米牽引加農炮的技術文件，並進行仿製作業，1959年仿制成功，命名为59式130毫米加农炮，并于当年列装部队，参加1959年国庆阅兵。59式加农炮研制成功后隨即投入量產，取代原先步兵師配發56式85公厘加農炮，使解放軍野戰炮兵火力增強至接近蘇聯機動步槍師之標準。

## 改进型号
59式加农炮大量服役后，127厂根据部队在使用过程中发现的问题进行了改进，改进型命名为59-1式。改进型与原版相比减轻了火炮重量，提高了射速，降低了火线高度，增大了方向射界，性能大幅提高，在1979年中越战争中摧毁越南军队防御工事发挥了巨大作用。
1980年后中国军方又为59-1式130毫米加农炮列装了底排弹、底凹弹、子母弹等弹种，最大射程增至38千米。